# 스마티
스마티(Smarty)는 PHP로 개발된 웹 템플릿 시스템이다. 스마티는 주로 관심사 분리를 위한 도구로 홍보되었다. 스마티는 구분화를 단순하게 함으로써 웹 페이지의 프론트엔드가 백엔드로부터 분리되어 변화될 수 있도록 허용한다. 이것은 이상적으로 비용을 낮추고 소프트웨어 유지보수에 들어가는 노력을 최소화한다.

## 스마티 예시
```
<!DOCTYPE html>

<
html
 
lang
=
"en"
>

<
head
>

   
<
meta
 
charset
=
"utf-8"
>

   
<
title
>
{
$title_text
|
escape
}
</
title
>

</
head
>

<
body
>
 
{
* This is a little comment that won't be visible in the HTML source *
}

{
$body_html
}

</
body
>
 
<!-- this is a little comment that will be seen in the HTML source -->

</
html
>

```